# Муа Гернґрен
Муа Вестлунд Гернґрен (швед. Moa Westlund Herngren; народилася 1 травня 1969 року в Оскарі Фьорзамлінг, Стокгольм) — шведська журналістка, письменниця та сценаристка. Молодша сестра Фелікса Гернґрена та Монса Гернґрена.
Муа Гернґрен раніше була головною редакторкою журналу Elle, а також працювала журналісткою-фрілансеркою та телепродюсеркою. Вона дописувала в журнали Mama, Family Living, Amelia, Dagens Nyheter та інші. 2005 року дебютувала як письменниця в антології Uppdrag: Familj , а 2007 року опублікувала свій перший роман Allt är bara bra, tack.
Муа Гернґрен є однією з авторів драматичного серіалу Bonusfamiljen (SVT), а також написала сценарії для таких серіалів, як Svartsjön (Viaplay), Finaste familjen (TV4) і Sjölyckan (TV4).
Влітку 2017 року була ведучою літнього шоу на P1 і, серед іншого, розповідала про власну сім’ю з дітьми від попередніх шлюбів.

## Переклади українською
2024 року у видавництві «Нора-Друк» вийшов український переклад роману «Розлучення». Перекладачка — Наталія Іваничук.

## Зовнішні посилання
- Видавництво Альберта Боньє, 12 квітня 2010 р.